# Phare de Calanans
Le phare de Calanans est un phare situé à Cadaqués, dans la comarque d'Alt Empordà, sur la Costa Brava , dans la Province de Gérone (Catalogne) en Espagne. Il se trouve dans le Parc naturel du Cap de Creus.
Il est classé Bien d'intérêt culturel à l'Inventaire du patrimoine architectural de Catalogne.
Il est géré par l'autorité portuaire du Port de Barcelone.

## Histoire
Le phare de Calanans a été conçu, comme beaucoup d'autres, à l'époque de la reine Isabelle II, dans un plan général d'éclairage des côtes et des ports d'Espagne en 1847. Pourtant, il n'a été construit que des années plus tard et a été mis en service en 1864. La construction a été attribuée à l'ingénieur J.M. Faquinetto, concepteur du phare du Cap de Creus.
C'est un petit bâtiment rectangulaire d'un étage avec une petite tour cylindrique, avec galerie et lanterne, en façade. Un petit hall d'entrée est le seul accès à deux chambres de gardiens de phare, une chambre d'ingénieur et un entrepôt. Plus tard, il a été ajouté une salle à manger avec une cuisine et une salle de bains.
À l'origine le phare a été considéré de sixième ordre, avec une portée de 10 miles à 35,50 m au-dessus du niveau de la mer. En 1926, il a été modernisé et il est devenu un phare de troisième ordre avec un feu à occultations (deux lumières courtes suivies d'une longue, toutes les 15 secondes). Depuis les années 1960, le phare est automatisé et il n'y a plus de personnel résident. C'est le personnel du phare de Cabo de Creus qui en assure l'entretien.
À cause de la chute de l'activité maritime et commerciale du port de Cadaqués, au premier tiers du XXe siècle, le phare a vite perdu sa valeur stratégique et a été relégué à un certain abandon. En 1982, il a failli être mis hors service à cause de son mauvais état ruineux, mais l'opposition des habitants de Cadaqués a empêché sa destruction. Le phare de Calanans a été restauré.
Identifiant : ARLHS : SPA075 ; ES-31680 - Amirauté : E0484 - NGA : 5984 .
|          |
| Le phare |

|                   |
| Punta de Calanans |

### Lien connexe
- Liste des phares d'Espagne